# Selska Gora
Selska Gora je naselje u slovenskoj Općini Mirna. Selska Gora se nalazi u pokrajini Dolenjskoj i statističkoj regiji Jugoistočnoj Sloveniji. 

## Stanovništvo
Prema popisu stanovništva iz 2002. godine naselje je imalo 22 stanovnika.